# Pogonolycus
Pogonolycus – rodzaj ryb z rodziny węgorzycowatych (Zoarcidae).

## Klasyfikacja
Gatunki zaliczane do tego rodzaju:
- Pogonolycus elegans
- Pogonolycus marinae